# 重組式甲醇燃料電池
重組式甲醇燃料電池（英語：Reformed Methanol Fuel Cell，縮寫：RMFC）或非直接甲醇燃料電池（英語：Indirect Methanol Fuel Cell，縮寫：IMFC）是一種以甲醇 （CH3OH）作為燃料的質子交換膜燃料電池的子類別。其具有高效率、模組小、可在低溫運作及無須水管理系統等特點。甲醇在送入燃料電池前，會先經過重組器進行甲醇重組反應。且甲醇在-97.0 °C至64.7 °C間皆為液態，使此種燃料電池可在較低溫度運作。需要權衡的是RMFC系統運行在較熱的溫度下，因此需要更先進的散熱管理和隔熱。發電後產生純水和二氧化碳。
甲醇所攜帶的每一個氫原子皆可被高溫重組反應形成氫氣，或低溫反應成烴。甲醇可由自然界的生物分解得到，具有不亞於氫氣的高能量密度。
重組式甲醇燃料電池內有燃料製程系統、燃料電池、燃料匣及電池系統週邊組件（BOP）。

## 儲存
燃料盒存儲甲醇燃料，這常常是與最高達40％稀釋（按體積計）的水。

## 燃料
燃料匣儲存甲醇及稀釋用的水。甲醇經部分氧化反應(POX)或自發熱重組反應→水氣轉移反應（WGS）→偏好性氧化反應（PROX）等高溫（250 °C至300 °C）反應，轉化為H2和CO2。轉化後的氫氣通入膜電極組體（MEA），與氧氣反應後發電，並產生水。

## 電池系統週邊組件
電池系統週邊組件包含：燃料泵、氣體壓縮機、冷卻風扇、循環系統、元件控制系統等。